# Linux Journal
Linux Journal (LJ) és una revista tecnològica mensual nord-americana publicada originalment per Specialized System Consultants, Inc. (SSC) a Seattle, Washington des de 1994. El desembre de 2006 l'editor va canviar a Belltown Media, Inc. a Houston, Texas. Des del 2017, l'editor era Linux Journal, LLC. situat a Denver, Colorado. La revista es va centrar específicament en Linux, permetent que el contingut sigui una font d'informació altament especialitzada per als entusiastes del codi obert. La revista es va publicar des de març de 1994 fins a agost de 2019, durant 25 anys, abans de ser comprada per Slashdot Media el 2020.

## Història
Linux Journal va ser la primera revista que es va publicar sobre el nucli Linux i els sistemes operatius basats en ell. Va ser establert el 1994. El primer número va ser publicat el març de 1994 per Phil Hughes i Bob Young, que després van cofundar Red Hat, i va incloure una entrevista amb el creador de Linux Linus Torvalds.
L'última edició impresa de la publicació va ser l'agost de 2011, número 208. A partir del número 209 de setembre de 2011, la revista va passar a publicar-se mensualment en formats només digitals, incloent diverses plataformes d'escriptori, mòbils i e-pub.
A principis de juliol de 2014 es va revelar que el programa XKeyscore de la NSA es va dirigir als lectors de Linux Journal com a part d'orientar persones interessades en la distribució de Linux Tails.
L'1 de desembre de 2017, Linux Journal va anunciar que deixaria de publicar-se per quedar-se sense fons, haver-se endeutat i no poder pagar els empleats durant mesos. Tanmateix, l'1 de gener de 2018, va anunciar que va ser rescatat per Private Internet Access / London Trust Media —que comparteix valors similars— i que la revista té previst créixer: Segons l'editor en cap Doc Searls : " Linux Journal hauria de ser per a Linux el que National Geographic és per a la geografia i The New Yorker és per a Nova York, és a dir, molt més del que només suggereix el títol".
El 7 d'agost de 2019, el Journal va anunciar que tancaria i deixaria marxar tot el personal.
El 22 de setembre de 2020, Linux Journal va reprendre l'activitat sota la nova direcció de Slashdot Group.